# 小行政区画
小行政区画（しょうぎょうせいくかく、英語: minor civil division、MCD）は、アメリカ合衆国国勢調査局において、行政区タウンシップ、管区のような郡の下位行政区画に使われる用語。2010年現在、29の州とワシントンD.C.に存在する。ニューヨーク州及びニューイングランドにおいてMCDは町（town）と呼称されている。
1990年には、コネチカット州、イリノイ州、インディアナ州、カンザス州、メイン州、マサチューセッツ州、ミシガン州、ミネソタ州、ミズーリ州、ネブラスカ州、ニューハンプシャー州、ニュージャージー州、ニューヨーク州、ノースダコタ州、オハイオ州、ペンシルバニア州、ロードアイランド州、サウスダコタ州、バーモント州、ウィスコンシン州の20州に地理的行政区画として置かれていた。多くのMCDは町やタウンシップという名称で設置されている。設置される政府の形態は機能していないものから限定されたもの、非居住地域まで存在する。MCDは法人化されていないため、MCDの権能が強いミシガン、ニューイングランド、ニュージャージー、ニューヨーク、ペンシルバニアではしばしば混乱が生じている。
MCDが存在しない州は、南部や西部に集中しており、統計局は統計郡区画（CCD）を設定している。MCDを設定している州においては、MCDに含まれていない地域がある場合、非自治的領域という、MCDと統計上同等に扱われる新たな区画を設定する。2008年にテネシー州がCCDをMCDに転換したため、2010年現在、29州にMCDが存在する。

## 脚註
1. ↑  U.S. Census Bureau, Geography Division (2011年2月). “Geographic Terms and Concepts – County Subdivision”.   United States Census Bureau. 2012年7月10日閲覧。